# Hymenophyllum kuehnii
Hymenophyllum kuehnii är en hinnbräkenväxtart som beskrevs av Carl Frederik Albert Christensen. Hymenophyllum kuehnii ingår i släktet Hymenophyllum och familjen Hymenophyllaceae. Inga underarter finns listade.